# Thory (Somme)
Thory (picardisch: Toéry) ist eine nordfranzösische Gemeinde mit 208 Einwohnern (Stand 1. Januar 2022) im Département Somme in der Region Hauts-de-France. Die Gemeinde liegt im Arrondissement Montdidier, ist Teil der Communauté de communes Avre Luce Noye und gehört zum Kanton Ailly-sur-Noye.

## Geographie
Die im Nordwesten von der Départementsstraße D14 und im Südwesten von der Départementsstraße D26 (entlang derer sich, auch auf dem Gebiet der Nachbargemeinden, ein Windpark erstreckt) begrenzte Gemeinde liegt an der Départementsstraße D83, rund acht Kilometer südsüdwestlich von Moreuil.

## Geschichte
Die Gemeinde erhielt als Auszeichnung das Croix de guerre 1914–1918.

## Einwohner
| 1962 | 1968 | 1975 | 1982 | 1990 | 1999 | 2006 | 2010 |
| ---- | ---- | ---- | ---- | ---- | ---- | ---- | ---- |
| 133  | 124  | 101  | 106  | 129  | 150  | 161  | 172  |

## Verwaltung
Bürgermeister (maire) ist seit 2001 Dominique Clément.

## Sehenswürdigkeiten
- Kirche Saint-Léger